# Albret

Die Herrschaft Albret lag im Südwesten Frankreichs in der Guyenne

Albret ist der Name einer Landschaft im Südwesten Frankreichs, die sich heute am linken Ufer der Garonne im Südwesten des Départements Lot-et-Garonne erstreckt. Von dieser Landschaft hat die Familie Albret ihren Namen, deren bekannteste Vertreter Charles I. d’Albret der Connétable von Frankreich der Schlacht von Azincourt 1415 und Jeanne d’Albret (1528–1572), die Mutter des französischen Königs Heinrich IV., sind.

## Etymologie
Die Landschaft Albret und ihr Hauptort Labrit haben die gleiche etymologischen Wurzeln, das lateinische leporetum, das vermutlich wiederum vom aquitanischen Wort Laphurretum (siehe auch: Labourd) stammt.

## Die Herrschaft Albret
Die Herren von Labrit/Albret kamen als Begleitschutz der Händler, die das Land durchzogen, zu Reichtum. Die Mittel setzten sie ein, um das Land ihrer Nachbarn zu erobern, wobei sie im 13. Jahrhundert bis an den Atlantischen Ozean kamen. Waren sie lange Zeit ergebene Vasallen der Engländer, schlossen sie sich schließlich dem französischen König Karl V. († 1380) an. Nach 1382 wurde Arnaud-Amanieu d’Albret († 1401) Graf von Dreux, 1402 wurde sein Sohn Charles I. d’Albret zum Connétable ernannt.
Jean d’Albret (1484–1516) wurde durch seine Ehe König von Navarra etc.; im folgte sein Sohn Henri d’Albret (1503–1555), für den 1550 Albret zum Herzogtum mit der Hauptstadt Nérac gemacht wurde. Dessen Tochter und Nachfolgerin war Jeanne d’Albret.
Das Herzogtum Albret umfasste die Baronie Nérac, die Vizegrafschaften Castelmoron-d’Albret, Tartas und Marsan (das Gebiet um Mont-de-Marsan). Es wurde mit der Thronbesteigung Heinrichs IV. mit der Krone vereinigt, 1651 dann aber im Tausch gegen Sedan und Raucourt der Familie La Tour d’Auvergne gegeben.

## Die Herren von Albret

Altes Wappen Albret

Wappen ab dem 14. Jahrhundert

- Amanieu I., Sire d’Albret, um 1050
- Bernard Aiz I., Sire d’Albret, um 1079/um 1097, dessen Sohn
- Amanieu II., Sire d’Albret, um 1120/um 1140, dessen Sohn
- Bernard Aiz II., Sire d’Albret, um 1120/um 1140, dessen Bruder
- Amanieu III., Sire d’Albret, um 1120/um 1140, dessen Sohn
- Bernard Aiz III., Sire d’Albret, um 1130/um 1140, † vor 1164, wohl dessen Sohn
- Amanieu IV., Sire d’Albret, 1150/1175, dessen Sohn
- Amanieu V., Sire d’Albret, 1210/1232, † vor 1240, dessen Sohn
- Bernard Aiz IV., Sire d’Albret, † 1280, dessen Sohn
- Mathe, † vor 1283, Dame d’Albret, dessen Tochter
- Isabelle, 1283 Dame d’Albret, † 1294, deren Schwester; ⚭ Bernard VI., Graf von Armagnac, † 1319 (Haus Lomagne)
- Amanieu VII., 1294 Sire d’Albret, † 1326; Bruder von Bernard Aiz IV.
- Bernard Aiz V., Sire d’Albret, 1295–1357/59, dessen Sohn
- Arnaud-Amanieu, Sire d’Albret, 1338–1401, dessen Sohn; ⚭ Marguerite de Bourbon, Tochter von Peter I., Herzog von Bourbon
- Charles I., Sire d’Albret, Graf von Dreux, Connétable von Frankreich, † 1415, dessen Sohn; ⚭ Marie de Craon, Witwe von Guy VI. de La Trémoille, Graf von Guînes, Tochter von Louis, Sire de Sully, Mutter von Georges de La Trémoille
- Charles II., Sire d’Albret, Graf von Dreux, 1407–1471, dessen Sohn; ⚭ Anne von Armagnac, Tochter von Graf Bernard VII., Connétable von Frankreich
  - Jean, Vizegraf von Tartas, † 1468, dessen Sohn
- Alain, Sire d’Albret, Graf von Gavre, Périgord und Castres, Vizegraf von Limoges und Tartas, † 1522, dessen Sohn; ⚭ Françoise de Blois, Gräfin von Périgord, Vizegräfin von Limoges, Erbtochter von Guillaume de Blois, Vizegraf von Limoges
- Jean, Sire d’Albret, Mitkönig von Navarra, 1469–1516, dessen Sohn; ⚭ Catherine I., Gräfin von Foix und Bigorre, Vizegräfin von Béarn, Königin von Navarra, † 1517
- Henri, Graf von Foix und Bigorre, Vizegraf von Béarn, König Heinrich II. von Navarra, 1516–1555, deren Sohn; ⚭ Margarete von Navarra, 1492–1549, Schwester des französischen Königs Franz I.
- Jeanne III., Dame d’Albret, Königin von Navarra, Gräfin von Foix und Bigorre, Prinzessin von Béarn, dessen Tochter; ⚭ I Wilhelm der Reiche, Herzog von Jülich-Kleve-Berg, † 1592; ⚭ II Antoine de Bourbon, 1518–1562, Herzog von Vendôme
- Henri, Sire d’Albret, Graf von Foix und Bigorre, Vizegraf von Béarn, König Heinrich III. von Navarra, König Heinrich IV. von Frankreich, 1553–1610, deren Sohn

## Die Herzöge von Albret und Château-Thierry
Als Entschädigung für das besetzte Herzogtum Bouillon und Fürstentum Sedan erhielten die La Tour d’Auvergne 1651 u. a. das neu gebildete Herzogtum Albret
- 1651–1652: Frédéric de La Tour d’Auvergne (1605–1652), 1651 Duc d’Albret et de Château-Thierry, Comte d’Auvergne, d’Évreux et de Beaumont-le-Roger
- 1652–1721: Godefroy Maurice de La Tour d’Auvergne (1636–1721), 1652 2. Duc d’Albret et de Château-Thierry, Comte d’Auvergne, d’Évreux et de Beaumont-le-Roger, 1665 Pair de France, 1678 7. Duc de Bouillon
- 1721–1730: Emmanuel Théodose de La Tour d’Auvergne (1668–1730) 1696 8. Herzog von Bouillon, 1721 3. Duc d’Albret et de Château-Thierry, Comte d’Auvergne, d’Évreux et de Beaumont-le-Roger, Pair de France
- 1730–1771: Charles Godefroi de La Tour d’Auvergne (1706–1771), 9. Herzog von Bouillon, 4. Duc d’Albret et de Château-Thierry, Pair de France etc.
- 1771–1792: Godefroi Charles Henri de La Tour d’Auvergne (1728–1792), 10. Herzog von Bouillon (bis 1791), 5. Duc d’Albret et de Château-Thierry, Pair de France
- 1792–1802: Jacques Léopold de La Tour d’Auvergne (1746–1802), Titularherzog von Bouillon, 6. Duc d’Albret et de Château-Thierry